# Mino Raiola

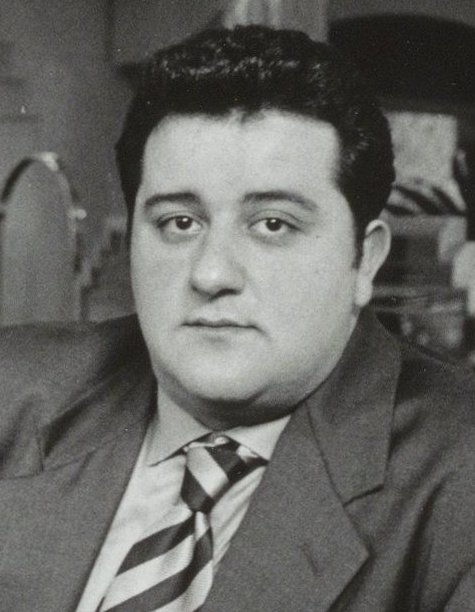
Mino Raiola (1994)

Carmine „Mino“ Raiola (* 4. November 1967 in Nocera Inferiore; † 30. April 2022 in Mailand) war ein im Fußball tätiger italienischer Spielervermittler.

## Biografie
Raiola wurde in Nocera Inferiore in der Provinz Salerno geboren. Im Jahr 1968 wanderten seine Eltern mit dem einjährigen Raiola in die Niederlande nach Haarlem aus und eröffneten ein Restaurant, in dem auch Raiola später arbeitete. Außerdem studierte er kurze Zeit Rechtswissenschaften. Kurz darauf stieg Raiola ins Sport-Marketing ein. Darüber hinaus verpflichtete ihn der Präsident des HFC Haarlem Anfang der neunziger Jahre als Sportdirektor, was für ihn der Beginn seines schnellen Aufstiegs wurde.
Raiola starb Ende April 2022 im Alter von 54 Jahren im Universitätsklinikum der Mailänder Università Vita-Salute San Raffaele an den Folgen einer Lungenkrankheit. Bereits zwei Tage vor seinem Tod wurde in verschiedenen Medien fälschlich eine Todesnachricht veröffentlicht.

## Karriere als Spielervermittler

### Anfänge
Kurz nach Beginn seines Auftretens im niederländischen Fußball war Raiola an einigen Transfers bekannter Spieler von Ajax Amsterdam beteiligt: So wechselte Bryan Roy 1992 zur US Foggia. 1993 wechselte Marciano Vink unter Raiolas Beteiligung zum CFC Genua, zudem gelangen unter Raiolas Beteiligung die Transfers von Wim Jonk und Dennis Bergkamp zu Inter Mailand. Sein letzter größerer Transfer, bei dem er im Hintergrund blieb, ist der Wechsel von Michel Kreek zu Calcio Padova im Jahr 1994.

### Durchbruch
Nach einiger Zeit entschied sich Raiola, in den Vordergrund zu treten und die Hauptpersonalie bei Spielertransfers zu werden, weshalb er mit Maguire Tax & Legal sein eigenes Unternehmen gründete. Besonders hilfreich war ihm hierbei die Tatsache, dass er mit Italienisch, Englisch, Deutsch, Französisch, Spanisch, Portugiesisch und Niederländisch sieben Sprachen beherrschte. So kam es, dass Raiola den tschechischen Mittelfeldspieler Pavel Nedvěd nach der Europameisterschaft 1996 von Sparta Prag zu Lazio Rom transferierte. Mit diesem Geschäft etablierte sich Raiola im europäischen Fußball. 2001 wechselte Nedvěd, von Raiola vermittelt, von Lazio zu Juventus Turin.

### Europäische Spitzentransfers
Da Raiola auch weiterhin ein gutes Verhältnis zu den Verantwortlichen von Ajax Amsterdam pflegte, bekam er weitere Angebote, Spieler zu beraten und zu vermitteln. So nahm er beispielsweise die Ajax-Akteure Mido und Maxwell unter Vertrag, die er später an europäische Topklubs vermittelte. Besondere Aufmerksamkeit erlangte jedoch die Personalie Zlatan Ibrahimović: Auch er wurde einer von Raiolas Klienten und wechselte am 31. August 2004 von Ajax zu Juventus Turin für 16 Millionen Euro, wodurch Raiola selbst 500.000 Euro vereinnahmen konnte, da er die Vermarktungsrechte für Ibrahimović besaß. Seither organisierte Raiola immer wieder große Transfers. Ibrahimović wechselte noch sechsmal den Verein (Inter Mailand, FC Barcelona, AC Mailand, Paris Saint-Germain, Manchester United, Los Angeles Galaxy) und kommt bisher auf eine Transfersumme von über 160 Millionen Euro.
Weitere bedeutende Transfers waren die von Mario Balotelli zu Manchester City und danach zur AC Mailand, Robinhos Wechsel zum AC Mailand sowie Henrich Mchitarjans Transfers 2013 zu Borussia Dortmund und 2016 zu Manchester United sowie der damalige weltweite Rekordtransfer von Paul Pogba (kolportierte Transfersumme: 105 Millionen Euro) zu Manchester United im Jahr 2016.

### Klientenliste
Die Liste präsentiert eine Auswahl von Klienten, die bei Raiola unter Vertrag standen.
- Ignazio Abate
- Mario Balotelli
- Mark van Bommel
- Giacomo Bonaventura
- Ouasim Bouy
- Cris
- Gianluigi Donnarumma
- Denzel Dumfries
- Ryan Gravenberch
- Zdeněk Grygera
- Erling Haaland[7]
- Zlatan Ibrahimović
- Moise Kean
- Justin Kluivert
- Matthijs de Ligt
- Hirving Lozano
- Derrick Luckassen
- Romelu Lukaku
- Donyell Malen
- Kostas Manolas
- Blaise Matuidi
- Maxwell
- Henrich Mchitarjan
- Mido
- Luciano Narsingh
- Pavel Nedvěd
- Andrea Pinamonti
- Paul Pogba
- Alessio Romagnoli
- Sergio Romero
- Bartosz Salamon
- Marcus Thuram
- Marco Verratti
- Stefan de Vrij
- Vladimír Weiss
- Gregory van der Wiel

### Öffentliche Wahrnehmung
Raiola gilt als einer der erfolgreichsten, zugleich aber auch als einer der umstrittensten Berater im Profifußballgeschäft und hatte den Ruf, seine und die Interessen des vertretenen Spielers mit allen Mitteln durchzusetzen. Berichten der Marca zufolge soll er den Wechsel von Mathijs de Ligt zum FC Barcelona im Mai 2019 blockiert haben, weil seine Provision nicht hoch genug gewesen sei. Alex Ferguson bezeichnete Raiola 2017 im Nachgang an den Transfer von Paul Pogba als „Scheißkerl“. Auch Hans-Joachim Watzke, Vorstandsvorsitzender von Borussia Dortmund, äußerte im Zuge des Transfers von Henrich Mchitarjan zu Manchester United, Raiola sei „brachial“, wies jedoch gleichzeitig auf dessen „korrektes Verhalten“ im Zusammenhang mit dem später abgeschlossenen Deal hin.
Ende April 2019 wurde bekannt, dass Raiola vom italienischen Verband drei Monate gesperrt wurde. Nach eingelegter Berufung wurde die Sperre im Juni 2019 vorzeitig aufgehoben.